# Villeneuve-sur-Auvers
Villeneuve-sur-Auvers település Franciaországban, Essonne megyében. Lakosainak száma 595 fő (2022. január 1.). Villeneuve-sur-Auvers Janville-sur-Juine, Bouville, Auvers-Saint-Georges, Boissy-le-Cutté és Cerny községekkel határos.

## Népesség
A település népessége az elmúlt években az alábbi módon változott:
| Lakosok száma | 603  | 613  | 631  | 617  | 611  | 604  | 598  | 594  | 595  |
|               | 2013 | 2015 | 2016 | 2017 | 2018 | 2019 | 2020 | 2021 | 2022 |